# Gare de Margival
La gare de Margival est une gare ferroviaire française de la ligne de La Plaine à Hirson et Anor (frontière), située sur le territoire de la commune de Margival dans le département de l'Aisne, en région Hauts-de-France.
C'est une halte ferroviaire de la Société nationale des chemins de fer français (SNCF) desservie par des trains TER Hauts-de-France.

## Situation ferroviaire
Établie à 82 m d'altitude, la gare de Margival est située au point kilométrique (PK) 114,331 de la ligne de La Plaine à Hirson et Anor (frontière), entre les gares de Crouy et de Vauxaillon.
Elle est équipée de deux quais : le quai « 1 » pour la voie « 1 » et le quai « 2 » pour la voie « 2 », qui disposent chacun d'une longueur utile de 147 m.

## Histoire

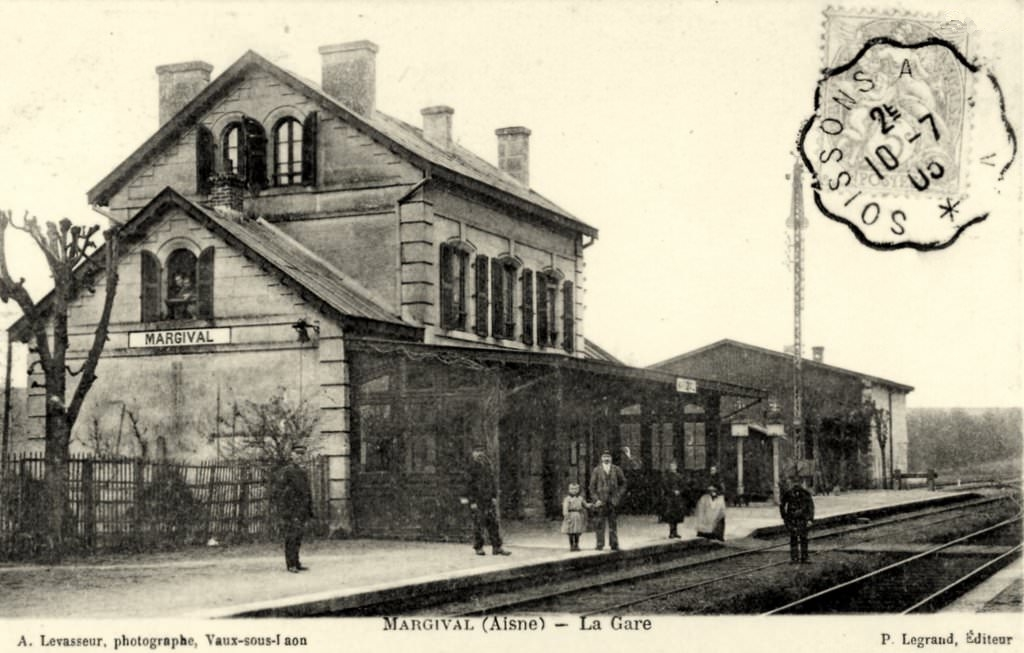
Carte postale de la gare en 1903.
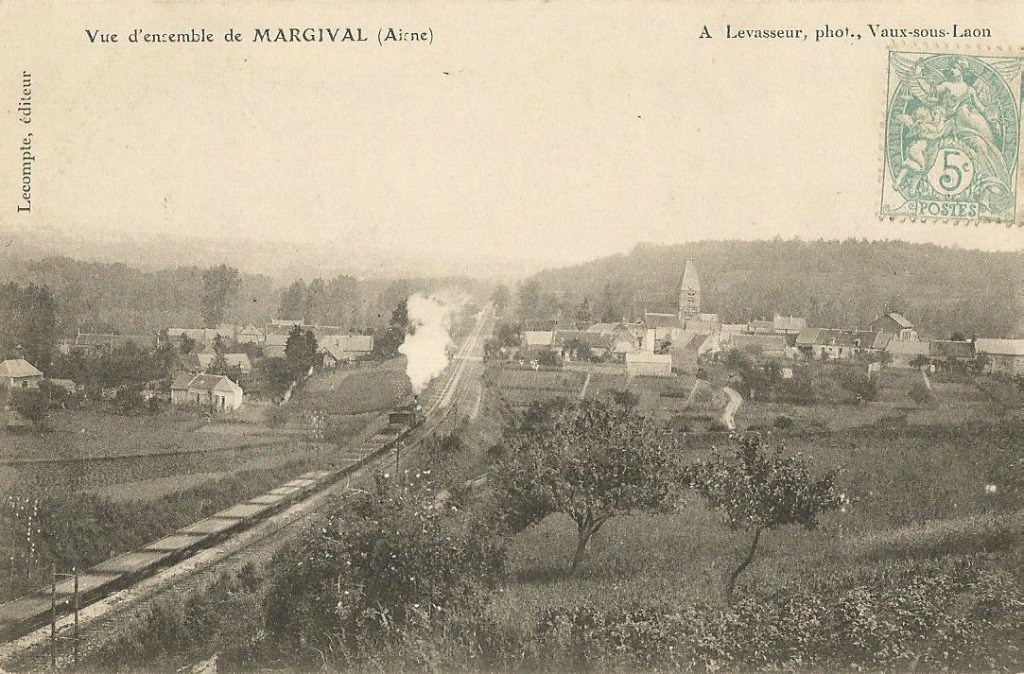
Panorama du village vers 1905 avec un train à vapeur circulant sur la ligne.
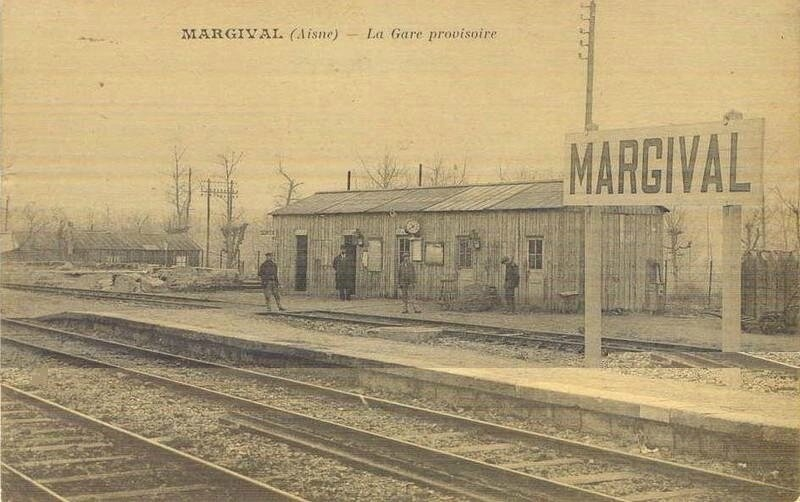
La gare provisoire reconstruite après l'armistice.

La gare, située sur la ligne de la ligne de Soissons à Laon est ouvert en 1866.

Elle fut détruite par les Allemands en mars 1917 lors de leur retrait sur la ligne Hindenburg. Une gare provisoire en bois fut construite après l'armistice et fut remplacée par la suite par la gare telle qu'elle st actuellement.

## Fréquentation
Selon les estimations de la SNCF, la fréquentation annuelle de la gare s'élève aux nombres indiqués dans le tableau ci-dessous.
| Année               | 2023 | 2022 | 2021 | 2020 | 2019 | 2018 | 2017 | 2016 | 2015 |
| ------------------- | ---- | ---- | ---- | ---- | ---- | ---- | ---- | ---- | ---- |
| Nombre de voyageurs | 31   | 1    | 0    | 0    | 0    | 1    | 1    | 10   | 37   |

## Service des voyageurs

### Accueil
Halte SNCF, c'est un point d'arrêt non géré (PANG) à accès libre.

### Desserte
Margival est desservie par un aller-retour en train TER Hauts-de-France, omnibus, qui effectue une mission entre les gares de Crépy-en-Valois et de Laon uniquement le samedi.

### Intermodalité
Le stationnement des véhicules est possible à proximité de l'ancien bâtiment voyageurs.